# Macoma constricta
Macoma constricta är en musselart som först beskrevs av Bruguiere 1792.  Macoma constricta ingår i släktet Macoma och familjen Tellinidae. Inga underarter finns listade i Catalogue of Life.